# Pantomallus pallidus
Pantomallus pallidus är en skalbaggsart som beskrevs av Aurivillius 1924. Pantomallus pallidus ingår i släktet Pantomallus och familjen långhorningar. Inga underarter finns listade i Catalogue of Life.